# Escalpador
Escalpador (nome original inglês Scalphunter) é um personagem fictício de quadrinhos da DC Comics, criado por Sergio Aragonés e Joe Orlando. Sua primeira aventura foi na revista norte-american Weird Western Tales número 39 de março-abril de 1977. No Brasil, ele foi publicado pela Editora Brasil-América (Ebal) na revista "Reis do Faroeste" e a série dele foi a principal da 5ª série de "Álbum Gigante" que se iniciou em outubro de 1981. Na revista número 1 do Escalpador apareceu como astro convidado Bat Lash (publicada originalmente na revista Weird Western Tales número 64). Ele aparecia também nas histórias de Jonah Hex e ficou amigo de Abraham Lincoln ao impedir planos de conspiradores.

## Biografia ficcional
O nome verdadeiro do Escalpador era Brian Savage, filho de Matt Savage (personagem de quadrinhos western dos anos de 1950), nascido por volta de 1830. Durante a infância, o rancho da família foi atacado pelos índios Kiowa que levaram consigo o jovem Brian. Crescendo entre os nativos, ele passou a ser chamado de Ke-Woh-No-Tay ("O que é menos que humano").
Na série dos anos de 1990 de Starman (Jack Knight), apareceu o personagem Matt O'Dare, revelado como a reencarnação do Escalpador. Foi também sugerido que ele reencarnaria novamente e se tornaria o futuro herói Star Boy. Na mesma série é mostrado que Brian retornara ao convívio dos brancos e se tornou xerife de Opal City, quando conhece Penumbra, tornando-se seu melhor amigo. Em 1899, Escalpador enfrentou o secreto Clube da Terça-Feira, que ameaçava comerciantes de Opal City. Na luta houve várias mortes e a delegacia de polícia da cidade foi explodida. Apenas Escalpador e o jovem Carny O'Dare escaparam do atentado. Procurando por vingança, Savage caçou e matou todos os membros do Clube exceto Jason Melville que, saindo da prisão, assassinou Escalpador para depois ser morto por O'Dare em retaliação.
Steve Savage, um herói da Primeira Guerra Mundial conhecido como Balloon Buster, era filho de Brian, conforme ele revelou a Penumbra pouco antes de morrer.
Escalpador apareceu novamente na minissérie de 12 capítulos The Kents.
Na revista Weird Western Tales número 71 de março de 2010, parte de A noite mais densa, o Escalpador foi reanimado como um membro da Tropa dos Lanternas Negros aliado aos Lanternas Negros Jonah Hex e Bat Lash.

## Adaptação

### Novela
Escalpador apareceu recentemente em DC Universe: Trail of Time de Jeff Mariotte, lançado em 28/02/07. Formando uma equipe com Superman, Vingador Fantasma, Etrigan, o Demônio, Jonah Hex, Bat Lash e El Diablo para lutar contra Mordru, Felix Fausto e Vandal Savage.